# Denny Jankowski
Denny Jankowski (* 1983 in Wolfen) ist ein deutscher Politiker (AfD). Er ist seit 2019 Mitglied des Thüringer Landtags.

## Leben
Jankowski studierte  Laser- und Optotechnologie. Er ist als Ingenieur in Thüringen tätig. Jankowski wohnt in Jena.
Seit 2013 ist Jankowski Mitglied der AfD. Bei der Landtagswahl in Thüringen 2019 gelang Jankowski der Einzug als Abgeordneter in den Thüringer Landtag über Landeslistenplatz 3 der AfD. Bei der Landtagswahl 2024 zog er erneut über die Landesliste in den Landtag ein.